# Eleições autárquicas de 2013 em Leiria
As eleições autárquicas de 2013 serviram para eleger os membros dos órgãos do poder local no Concelho de Leiria.
Os resultados das eleições deram nova vitória ao Partido Socialista e, ao seu candidato Raul Castro, mantendo a Câmara, conquistada em 2009. De destacar, que o PS, pela primeira vez, conquistou maioria absoluta, no concelho.

## Listas e Candidatos
| Lista | Lista                          | Candidato              |
| ----- | ------------------------------ | ---------------------- |
|       | Partido Socialista             | Raul Castro            |
|       | Partido Social Democrata       | Álvaro Madureira       |
|       | CDS – Partido Popular          | António Martinho Gomes |
|       | Coligação Democrática Unitária | Anabela Baptista       |
|       | Bloco de Esquerda              | José Henriques         |

## Resultados Oficiais
Os resultados para os diferentes órgãos do poder local no Concelho de Leiria foram os seguintes:

### Câmara Municipal e Vereadores
| Partido                 | Partido                        | Votos   | %               | +/-  | Vereadores | +/-     |
| ----------------------- | ------------------------------ | ------- | --------------- | ---- | ---------- | ------- |
|                         | Partido Socialista             | 26 166  | 46,31 / 100,00  | 1,45 | 7 / 11     | 2       |
|                         | Partido Social Democrata       | 15 735  | 27,85 / 100,00  | 9,76 | 4 / 11     | 1       |
|                         | CDS – Partido Popular          | 2 639   | 4,67 / 100,00   | 3,01 | 0 / 11     | 1       |
|                         | Coligação Democrática Unitária | 2 495   | 4,42 / 100,00   | 1,98 | 0 / 11     | Estável |
|                         | Bloco de Esquerda              | 1 865   | 3,30 / 100,00   | 0,05 | 0 / 11     | Estável |
| Votos Inválidos         | Votos Inválidos                | 7 603   | 13,46 / 100,00  | 9,40 |            |         |
| Total                   | Total                          | 56 503  | 100,00 / 100,00 |      | 11 / 11    |         |
| Eleitorado/Participação | Eleitorado/Participação        | 113 378 | 49,84 / 100,00  | 9,60 |            |         |

### Assembleia Municipal
| Partido                 | Partido                        | Votos   | %               | +/-   | Deputados | +/-     |
| ----------------------- | ------------------------------ | ------- | --------------- | ----- | --------- | ------- |
|                         | Partido Socialista             | 22 273  | 39,42 / 100,00  | 2,01  | 16 / 33   | 1       |
|                         | Partido Social Democrata       | 17 361  | 30,73 / 100,00  | 6,64  | 12 / 33   | 1       |
|                         | CDS – Partido Popular          | 3 114   | 5,51 / 100,00   | 3,59  | 2 / 33    | 1       |
|                         | Coligação Democrática Unitária | 2 817   | 4,99 / 100,00   | 2,18  | 2 / 33    | 1       |
|                         | Bloco de Esquerda              | 2 671   | 4,73 / 100,00   | 0,10  | 1 / 33    | Estável |
| Votos Inválidos         | Votos Inválidos                | 8 262   | 14,62 / 100,00  | 10,17 |           |         |
| Total                   | Total                          | 56 498  | 100,00 / 100,00 |       | 33 / 33   |         |
| Eleitorado/Participação | Eleitorado/Participação        | 113 378 | 49,83 / 100,00  | 9,65  |           |         |

### Assembleias de Freguesia
| Partido                 | Partido                        | Votos   | %               | +/-  | Presidentes | Mandatos  | +/- |
| ----------------------- | ------------------------------ | ------- | --------------- | ---- | ----------- | --------- | --- |
|                         | Partido Socialista             | 24 133  | 42,70 / 100,00  | 0,71 | 13 / 18     | 103 / 202 | 27  |
|                         | Partido Social Democrata       | 17 531  | 31,02 / 100,00  | 7,91 | 5 / 18      | 81 / 202  | 41  |
|                         | CDS – Partido Popular          | 3 391   | 6,00 / 100,00   | 3,52 | 0 / 18      | 9 / 202   | 9   |
|                         | Coligação Democrática Unitária | 2 635   | 4,66 / 100,00   | 1,78 | 0 / 18      | 5 / 202   | 2   |
|                         | Bloco de Esquerda              | 1 293   | 2,29 / 100,00   | 0,17 | 0 / 18      | 2 / 202   | 1   |
|                         | Grupo de Cidadãos              | 488     | 0,86 / 100,00   | 0,24 | 0 / 18      | 2 / 202   | 1   |
| Votos Inválidos         | Votos Inválidos                | 7 041   | 12,46 / 100,00  | 8,51 |             |           |     |
| Total                   | Total                          | 56 512  | 100,00 / 100,00 |      | 18 / 18     | 202 / 202 | 100 |
| Eleitorado/Participação | Eleitorado/Participação        | 113 378 | 49,84 / 100,00  | 9,65 |             |           |     |

## Resultados por Freguesia

### Câmara Municipal
| Freguesia                         | %     | %     | %    | %    | %    | Votantes |
| Freguesia                         | PS    | PSD   | CDS  | CDU  | BE   | Votantes |
| --------------------------------- | ----- | ----- | ---- | ---- | ---- | -------- |
| Amor                              | 44,33 | 27,55 | 6,58 | 6,63 | 3,06 | 2 127    |
| Arrabal                           | 43,41 | 27,18 | 9,55 | 5,57 | 1,95 | 1 435    |
| Bajouca                           | 30,78 | 48,15 | 7,66 | 0,95 | 1,10 | 1 267    |
| Bidoeira de Cima                  | 44,60 | 38,77 | 2,80 | 0,80 | 1,36 | 1 251    |
| Caranguejeira                     | 45,69 | 35,93 | 2,19 | 1,65 | 1,29 | 2 552    |
| Coimbrão                          | 47,44 | 25,03 | 4,65 | 4,05 | 2,38 | 839      |
| Colmeias e Memória                | 48,63 | 35,18 | 3,26 | 2,28 | 1,44 | 2 149    |
| Leiria, Pousos, Barreira e Cortes | 49,96 | 21,55 | 4,15 | 5,37 | 4,60 | 12 858   |
| Maceira                           | 53,24 | 23,28 | 3,95 | 4,74 | 3,31 | 4 532    |
| Marrazes e Barosa                 | 47,15 | 19,94 | 4,89 | 7,78 | 4,94 | 8 009    |
| Milagres                          | 36,79 | 41,45 | 2,36 | 2,86 | 2,51 | 1 397    |
| Monte Real e Carvide              | 46,55 | 24,98 | 4,37 | 4,30 | 4,41 | 2 698    |
| Monte Redondo e Carreira          | 44,01 | 29,13 | 6,08 | 4,73 | 1,83 | 2 897    |
| Parceiros e Azoia                 | 52,04 | 23,36 | 4,20 | 4,20 | 3,96 | 3 236    |
| Regueira de Pontes                | 60,83 | 18,78 | 3,21 | 3,38 | 2,12 | 1 182    |
| Santa Catarina da Serra e Chainça | 32,07 | 48,65 | 4,62 | 1,38 | 1,31 | 2 816    |
| Santa Eufémia e Boa Vista         | 46,58 | 31,74 | 4,92 | 1,43 | 2,50 | 2 237    |
| Souto da Carpalhosa e Ortigosa    | 34,33 | 39,82 | 7,28 | 1,95 | 2,18 | 3 021    |
| Leiria                            | 46,31 | 27,85 | 4,67 | 4,42 | 3,30 | 56 503   |

#### Amor
| Partido                 | Partido                        | Votos | %               | +/-  |
| ----------------------- | ------------------------------ | ----- | --------------- | ---- |
|                         | Partido Socialista             | 943   | 44,33 / 100,00  | 4,77 |
|                         | Partido Social Democrata       | 586   | 27,55 / 100,00  | 1,73 |
|                         | Coligação Democrática Unitária | 141   | 6,63 / 100,00   | 3,94 |
|                         | CDS – Partido Popular          | 140   | 6,58 / 100,00   | 4,01 |
|                         | Bloco de Esquerda              | 65    | 3,06 / 100,00   | 1,26 |
| Votos Inválidos         | Votos Inválidos                | 252   | 11,84 / 100,00  | 7,80 |
| Total                   | Total                          | 2 127 | 100,00 / 100,00 |      |
| Eleitorado/Participação | Eleitorado/Participação        | 4 187 | 50,80 / 100,00  | 7,97 |

#### Arrabal
| Partido                 | Partido                        | Votos | %               | +/-   |
| ----------------------- | ------------------------------ | ----- | --------------- | ----- |
|                         | Partido Socialista             | 623   | 43,41 / 100,00  | 14,38 |
|                         | Partido Social Democrata       | 390   | 27,18 / 100,00  | 16,34 |
|                         | CDS – Partido Popular          | 137   | 9,55 / 100,00   | 4,70  |
|                         | Coligação Democrática Unitária | 80    | 5,57 / 100,00   | 1,79  |
|                         | Bloco de Esquerda              | 28    | 1,95 / 100,00   | 0,35  |
| Votos Inválidos         | Votos Inválidos                | 177   | 12,34 / 100,00  | 8,81  |
| Total                   | Total                          | 1 435 | 100,00 / 100,00 |       |
| Eleitorado/Participação | Eleitorado/Participação        | 2 526 | 56,81 / 100,00  | 8,95  |

#### Bajouca
| Partido                 | Partido                        | Votos | %               | +/-   |
| ----------------------- | ------------------------------ | ----- | --------------- | ----- |
|                         | Partido Social Democrata       | 610   | 48,15 / 100,00  | 10,33 |
|                         | Partido Socialista             | 390   | 30,78 / 100,00  | 5,39  |
|                         | CDS – Partido Popular          | 97    | 7,66 / 100,00   | 1,68  |
|                         | Bloco de Esquerda              | 14    | 1,10 / 100,00   | 0,32  |
|                         | Coligação Democrática Unitária | 12    | 0,95 / 100,00   | 0,50  |
| Votos Inválidos         | Votos Inválidos                | 144   | 11,37 / 100,00  | 6,44  |
| Total                   | Total                          | 1 267 | 100,00 / 100,00 |       |
| Eleitorado/Participação | Eleitorado/Participação        | 1 939 | 65,34 / 100,00  | 1,81  |

#### Bidoeira de Cima
| Partido                 | Partido                        | Votos | %               | +/-  |
| ----------------------- | ------------------------------ | ----- | --------------- | ---- |
|                         | Partido Socialista             | 558   | 44,60 / 100,00  | 2,20 |
|                         | Partido Social Democrata       | 485   | 38,77 / 100,00  | 2,34 |
|                         | CDS – Partido Popular          | 35    | 2,80 / 100,00   | 6,77 |
|                         | Bloco de Esquerda              | 17    | 1,36 / 100,00   | 0,52 |
|                         | Coligação Democrática Unitária | 10    | 0,80 / 100,00   | 0,11 |
| Votos Inválidos         | Votos Inválidos                | 146   | 11,67 / 100,00  | 6,50 |
| Total                   | Total                          | 1 251 | 100,00 / 100,00 |      |
| Eleitorado/Participação | Eleitorado/Participação        | 2 153 | 58,10 / 100,00  | 3,34 |

#### Caranguejeira
| Partido                 | Partido                        | Votos | %               | +/-   |
| ----------------------- | ------------------------------ | ----- | --------------- | ----- |
|                         | Partido Socialista             | 1 166 | 45,69 / 100,00  | 0,05  |
|                         | Partido Social Democrata       | 917   | 35,93 / 100,00  | 0,58  |
|                         | CDS – Partido Popular          | 56    | 2,19 / 100,00   | 9,40  |
|                         | Coligação Democrática Unitária | 42    | 1,65 / 100,00   | 0,80  |
|                         | Bloco de Esquerda              | 33    | 1,29 / 100,00   | 0,13  |
| Votos Inválidos         | Votos Inválidos                | 338   | 13,24 / 100,00  | 9,35  |
| Total                   | Total                          | 2 552 | 100,00 / 100,00 |       |
| Eleitorado/Participação | Eleitorado/Participação        | 4 610 | 55,36 / 100,00  | 11,22 |

#### Coimbrão
| Partido                 | Partido                        | Votos | %               | +/-   |
| ----------------------- | ------------------------------ | ----- | --------------- | ----- |
|                         | Partido Socialista             | 398   | 47,44 / 100,00  | 4,57  |
|                         | Partido Social Democrata       | 210   | 25,03 / 100,00  | 13,52 |
|                         | CDS – Partido Popular          | 39    | 4,65 / 100,00   | 1,84  |
|                         | Coligação Democrática Unitária | 34    | 4,05 / 100,00   | 3,15  |
|                         | Bloco de Esquerda              | 20    | 2,38 / 100,00   | 0,27  |
| Votos Inválidos         | Votos Inválidos                | 138   | 16,45 / 100,00  | 12,84 |
| Total                   | Total                          | 839   | 100,00 / 100,00 |       |
| Eleitorado/Participação | Eleitorado/Participação        | 1 809 | 46,38 / 100,00  | 7,81  |

#### Colmeias e Memória
| Partido                 | Partido                        | Votos | %               | +/-  |
| ----------------------- | ------------------------------ | ----- | --------------- | ---- |
|                         | Partido Socialista             | 1 045 | 48,63 / 100,00  | 4,17 |
|                         | Partido Social Democrata       | 756   | 35,18 / 100,00  | 8,77 |
|                         | CDS – Partido Popular          | 70    | 3,26 / 100,00   | 3,34 |
|                         | Coligação Democrática Unitária | 49    | 2,28 / 100,00   | 1,69 |
|                         | Bloco de Esquerda              | 31    | 1,44 / 100,00   | 0,26 |
| Votos Inválidos         | Votos Inválidos                | 198   | 9,21 / 100,00   | 5,99 |
| Total                   | Total                          | 2 149 | 100,00 / 100,00 |      |
| Eleitorado/Participação | Eleitorado/Participação        | 4 545 | 47,28 / 100,00  | 6,04 |

#### Leiria, Pousos, Barreira e Cortes
| Partido                 | Partido                        | Votos  | %               | +/-   |
| ----------------------- | ------------------------------ | ------ | --------------- | ----- |
|                         | Partido Socialista             | 6 424  | 49,96 / 100,00  | 3,18  |
|                         | Partido Social Democrata       | 2 771  | 21,55 / 100,00  | 13,86 |
|                         | Coligação Democrática Unitária | 690    | 5,37 / 100,00   | 2,44  |
|                         | Bloco de Esquerda              | 592    | 4,60 / 100,00   | 0,04  |
|                         | CDS – Partido Popular          | 533    | 4,15 / 100,00   | 2,06  |
| Votos Inválidos         | Votos Inválidos                | 1 848  | 14,37 / 100,00  | 10,30 |
| Total                   | Total                          | 12 858 | 100,00 / 100,00 |       |
| Eleitorado/Participação | Eleitorado/Participação        | 27 431 | 46,87 / 100,00  | 11,43 |

#### Maceira
| Partido                 | Partido                        | Votos | %               | +/-  |
| ----------------------- | ------------------------------ | ----- | --------------- | ---- |
|                         | Partido Socialista             | 2 413 | 53,24 / 100,00  | 2,28 |
|                         | Partido Social Democrata       | 1 055 | 23,28 / 100,00  | 4,73 |
|                         | Coligação Democrática Unitária | 215   | 4,74 / 100,00   | 2,20 |
|                         | CDS – Partido Popular          | 179   | 3,95 / 100,00   | 1,89 |
|                         | Bloco de Esquerda              | 150   | 3,31 / 100,00   | 0,80 |
| Votos Inválidos         | Votos Inválidos                | 520   | 11,47 / 100,00  | 7,51 |
| Total                   | Total                          | 4 532 | 100,00 / 100,00 |      |
| Eleitorado/Participação | Eleitorado/Participação        | 8 756 | 51,76 / 100,00  | 9,94 |

#### Marrazes e Barosa
| Partido                 | Partido                        | Votos  | %               | +/-   |
| ----------------------- | ------------------------------ | ------ | --------------- | ----- |
|                         | Partido Socialista             | 3 776  | 47,15 / 100,00  | 1,73  |
|                         | Partido Social Democrata       | 1 597  | 19,94 / 100,00  | 14,43 |
|                         | Coligação Democrática Unitária | 623    | 7,78 / 100,00   | 3,65  |
|                         | Bloco de Esquerda              | 396    | 4,94 / 100,00   | 0,11  |
|                         | CDS – Partido Popular          | 392    | 4,89 / 100,00   | 1,95  |
| Votos Inválidos         | Votos Inválidos                | 1 225  | 15,29 / 100,00  | 11,09 |
| Total                   | Total                          | 8 009  | 100,00 / 100,00 |       |
| Eleitorado/Participação | Eleitorado/Participação        | 20 172 | 39,70 / 100,00  | 12,30 |

#### Milagres
| Partido                 | Partido                        | Votos | %               | +/-   |
| ----------------------- | ------------------------------ | ----- | --------------- | ----- |
|                         | Partido Social Democrata       | 579   | 41,45 / 100,00  | 11,64 |
|                         | Partido Socialista             | 514   | 36,79 / 100,00  | 4,29  |
|                         | Coligação Democrática Unitária | 40    | 2,86 / 100,00   | 1,57  |
|                         | Bloco de Esquerda              | 35    | 2,51 / 100,00   | 0,58  |
|                         | CDS – Partido Popular          | 33    | 2,36 / 100,00   | 4,08  |
| Votos Inválidos         | Votos Inválidos                | 196   | 14,03 / 100,00  | 9,27  |
| Total                   | Total                          | 1 397 | 100,00 / 100,00 |       |
| Eleitorado/Participação | Eleitorado/Participação        | 2 969 | 47,05 / 100,00  | 4,60  |

#### Monte Real e Carvide
| Partido                 | Partido                        | Votos | %               | +/-   |
| ----------------------- | ------------------------------ | ----- | --------------- | ----- |
|                         | Partido Socialista             | 1 256 | 46,55 / 100,00  | 4,15  |
|                         | Partido Social Democrata       | 674   | 24,98 / 100,00  | 8,09  |
|                         | Bloco de Esquerda              | 119   | 4,41 / 100,00   | 0,41  |
|                         | CDS – Partido Popular          | 118   | 4,37 / 100,00   | 2,17  |
|                         | Coligação Democrática Unitária | 116   | 4,30 / 100,00   | 2,46  |
| Votos Inválidos         | Votos Inválidos                | 415   | 15,38 / 100,00  | 11,53 |
| Total                   | Total                          | 2 698 | 100,00 / 100,00 |       |
| Eleitorado/Participação | Eleitorado/Participação        | 5 249 | 51,40 / 100,00  | 7,81  |

#### Monte Redondo e Carreira
| Partido                 | Partido                        | Votos | %               | +/-     |
| ----------------------- | ------------------------------ | ----- | --------------- | ------- |
|                         | Partido Socialista             | 1 275 | 44,01 / 100,00  | 1,70    |
|                         | Partido Social Democrata       | 844   | 29,13 / 100,00  | 8,22    |
|                         | CDS – Partido Popular          | 176   | 6,08 / 100,00   | 3,97    |
|                         | Coligação Democrática Unitária | 137   | 4,73 / 100,00   | 1,03    |
|                         | Bloco de Esquerda              | 53    | 1,83 / 100,00   | Estável |
| Votos Inválidos         | Votos Inválidos                | 412   | 14,22 / 100,00  | 9,45    |
| Total                   | Total                          | 2 897 | 100,00 / 100,00 |         |
| Eleitorado/Participação | Eleitorado/Participação        | 5 196 | 55,75 / 100,00  | 3,75    |

#### Parceiros e Azoia
| Partido                 | Partido                        | Votos | %               | +/-   |
| ----------------------- | ------------------------------ | ----- | --------------- | ----- |
|                         | Partido Socialista             | 1 684 | 52,04 / 100,00  | 0,04  |
|                         | Partido Social Democrata       | 756   | 23,36 / 100,00  | 7,76  |
|                         | CDS – Partido Popular          | 136   | 4,20 / 100,00   | 3,46  |
|                         | Coligação Democrática Unitária | 136   | 4,20 / 100,00   | 2,30  |
|                         | Bloco de Esquerda              | 128   | 3,96 / 100,00   | 0,19  |
| Votos Inválidos         | Votos Inválidos                | 396   | 12,24 / 100,00  | 8,69  |
| Total                   | Total                          | 3 236 | 100,00 / 100,00 |       |
| Eleitorado/Participação | Eleitorado/Participação        | 5 966 | 54,24 / 100,00  | 12,16 |

#### Regueira de Pontes
| Partido                 | Partido                        | Votos | %               | +/-   |
| ----------------------- | ------------------------------ | ----- | --------------- | ----- |
|                         | Partido Socialista             | 719   | 60,83 / 100,00  | 23,36 |
|                         | Partido Social Democrata       | 222   | 18,78 / 100,00  | 24,56 |
|                         | Coligação Democrática Unitária | 40    | 3,38 / 100,00   | 1,50  |
|                         | CDS – Partido Popular          | 38    | 3,21 / 100,00   | 6,42  |
|                         | Bloco de Esquerda              | 25    | 2,12 / 100,00   | 0,21  |
| Votos Inválidos         | Votos Inválidos                | 138   | 11,68 / 100,00  | 6,34  |
| Total                   | Total                          | 1 182 | 100,00 / 100,00 |       |
| Eleitorado/Participação | Eleitorado/Participação        | 1 952 | 60,55 / 100,00  | 5,24  |

#### Santa Catarina da Serra e Chainça
| Partido                 | Partido                        | Votos | %               | +/-   |
| ----------------------- | ------------------------------ | ----- | --------------- | ----- |
|                         | Partido Social Democrata       | 1 370 | 48,65 / 100,00  | 6,48  |
|                         | Partido Socialista             | 903   | 32,07 / 100,00  | 11,77 |
|                         | CDS – Partido Popular          | 130   | 4,62 / 100,00   | 4,36  |
|                         | Coligação Democrática Unitária | 39    | 1,38 / 100,00   | 0,84  |
|                         | Bloco de Esquerda              | 37    | 1,31 / 100,00   | 0,24  |
| Votos Inválidos         | Votos Inválidos                | 337   | 11,97 / 100,00  | 8,57  |
| Total                   | Total                          | 2 816 | 100,00 / 100,00 |       |
| Eleitorado/Participação | Eleitorado/Participação        | 4 458 | 63,17 / 100,00  | 7,91  |

#### Santa Eufémia e Boa Vista
| Partido                 | Partido                        | Votos | %               | +/-   |
| ----------------------- | ------------------------------ | ----- | --------------- | ----- |
|                         | Partido Socialista             | 1 042 | 46,58 / 100,00  | 7,56  |
|                         | Partido Social Democrata       | 710   | 31,74 / 100,00  | 15,06 |
|                         | CDS – Partido Popular          | 110   | 4,92 / 100,00   | 2,51  |
|                         | Bloco de Esquerda              | 56    | 2,50 / 100,00   | 1,20  |
|                         | Coligação Democrática Unitária | 32    | 1,43 / 100,00   | 0,48  |
| Votos Inválidos         | Votos Inválidos                | 287   | 12,83 / 100,00  | 8,33  |
| Total                   | Total                          | 2 237 | 100,00 / 100,00 |       |
| Eleitorado/Participação | Eleitorado/Participação        | 3 987 | 56,11 / 100,00  | 9,56  |

#### Souto da Carpalhosa e Ortigosa
| Partido                 | Partido                        | Votos | %               | +/-   |
| ----------------------- | ------------------------------ | ----- | --------------- | ----- |
|                         | Partido Social Democrata       | 1 203 | 39,82 / 100,00  | 12,54 |
|                         | Partido Socialista             | 1 037 | 34,33 / 100,00  | 2,46  |
|                         | CDS – Partido Popular          | 220   | 7,28 / 100,00   | 1,80  |
|                         | Bloco de Esquerda              | 66    | 2,18 / 100,00   | 0,12  |
|                         | Coligação Democrática Unitária | 59    | 1,95 / 100,00   | 1,01  |
| Votos Inválidos         | Votos Inválidos                | 436   | 14,43 / 100,00  | 10,74 |
| Total                   | Total                          | 3 021 | 100,00 / 100,00 |       |
| Eleitorado/Participação | Eleitorado/Participação        | 5 473 | 55,20 / 100,00  | 7,20  |

### Assembleia Municipal
| Freguesia                         | %     | %     | %     | %    | %    | Votantes |
| Freguesia                         | PS    | PSD   | CDS   | CDU  | BE   | Votantes |
| --------------------------------- | ----- | ----- | ----- | ---- | ---- | -------- |
| Amor                              | 38,08 | 30,04 | 7,85  | 7,24 | 4,56 | 2 127    |
| Arrabal                           | 36,79 | 29,69 | 10,94 | 5,30 | 3,00 | 1 435    |
| Bajouca                           | 23,76 | 51,22 | 9,79  | 1,26 | 1,97 | 1 267    |
| Bidoeira de Cima                  | 38,29 | 43,25 | 3,12  | 0,80 | 1,28 | 1 251    |
| Caranguejeira                     | 39,73 | 39,07 | 3,06  | 1,41 | 2,35 | 2 552    |
| Coimbrão                          | 43,03 | 26,70 | 4,65  | 4,89 | 2,74 | 839      |
| Colmeias e Memória                | 43,75 | 37,36 | 4,17  | 2,73 | 1,71 | 2 160    |
| Leiria, Pousos, Barreira e Cortes | 42,60 | 24,27 | 4,70  | 6,18 | 6,89 | 12 862   |
| Maceira                           | 46,56 | 26,61 | 4,96  | 5,45 | 4,19 | 4 532    |
| Marrazes e Barosa                 | 40,13 | 21,97 | 5,19  | 8,86 | 6,63 | 7 989    |
| Milagres                          | 22,82 | 45,99 | 3,15  | 2,43 | 9,66 | 1 398    |
| Monte Real e Carvide              | 42,33 | 25,91 | 5,15  | 5,19 | 4,78 | 2 698    |
| Monte Redondo e Carreira          | 40,14 | 30,17 | 7,11  | 5,38 | 2,52 | 2 897    |
| Parceiros e Azoia                 | 41,53 | 31,30 | 5,13  | 4,39 | 4,94 | 3 236    |
| Regueira de Pontes                | 53,21 | 22,00 | 5,41  | 3,05 | 3,30 | 1 182    |
| Santa Catarina da Serra e Chainça | 28,17 | 49,45 | 5,58  | 1,46 | 2,20 | 2 815    |
| Santa Eufémia e Boa Vista         | 39,29 | 34,96 | 6,35  | 2,06 | 3,71 | 2 237    |
| Souto da Carpalhosa e Ortigosa    | 25,52 | 44,12 | 8,51  | 2,65 | 2,75 | 3 021    |
| Leiria                            | 39,42 | 30,73 | 5,51  | 4,99 | 4,73 | 56 498   |

#### Amor
| Partido                 | Partido                        | Votos | %               | +/-  |
| ----------------------- | ------------------------------ | ----- | --------------- | ---- |
|                         | Partido Socialista             | 810   | 38,08 / 100,00  | 6,60 |
|                         | Partido Social Democrata       | 639   | 30,04 / 100,00  | 1,36 |
|                         | CDS – Partido Popular          | 167   | 7,85 / 100,00   | 5,75 |
|                         | Coligação Democrática Unitária | 154   | 7,24 / 100,00   | 4,39 |
|                         | Bloco de Esquerda              | 97    | 4,56 / 100,00   | 0,98 |
| Votos Inválidos         | Votos Inválidos                | 260   | 12,22 / 100,00  | 7,58 |
| Total                   | Total                          | 2 127 | 100,00 / 100,00 |      |
| Eleitorado/Participação | Eleitorado/Participação        | 4 187 | 50,80 / 100,00  | 7,95 |

#### Arrabal
| Partido                 | Partido                        | Votos | %               | +/-   |
| ----------------------- | ------------------------------ | ----- | --------------- | ----- |
|                         | Partido Socialista             | 528   | 36,79 / 100,00  | 10,23 |
|                         | Partido Social Democrata       | 426   | 29,69 / 100,00  | 11,89 |
|                         | CDS – Partido Popular          | 157   | 10,94 / 100,00  | 5,02  |
|                         | Coligação Democrática Unitária | 76    | 5,30 / 100,00   | 3,30  |
|                         | Bloco de Esquerda              | 43    | 3,00 / 100,00   | 0,36  |
| Votos Inválidos         | Votos Inválidos                | 207   | 14,29 / 100,00  | 10,35 |
| Total                   | Total                          | 1 435 | 100,00 / 100,00 |       |
| Eleitorado/Participação | Eleitorado/Participação        | 2 526 | 56,81 / 100,00  | 8,95  |

#### Bajouca
| Partido                 | Partido                        | Votos | %               | +/-  |
| ----------------------- | ------------------------------ | ----- | --------------- | ---- |
|                         | Partido Social Democrata       | 649   | 51,22 / 100,00  | 8,38 |
|                         | Partido Socialista             | 301   | 23,76 / 100,00  | 3,47 |
|                         | CDS – Partido Popular          | 124   | 9,79 / 100,00   | 1,41 |
|                         | Bloco de Esquerda              | 25    | 1,97 / 100,00   | 0,57 |
|                         | Coligação Democrática Unitária | 16    | 1,26 / 100,00   | 1,04 |
| Votos Inválidos         | Votos Inválidos                | 152   | 11,99 / 100,00  | 5,94 |
| Total                   | Total                          | 1 267 | 100,00 / 100,00 |      |
| Eleitorado/Participação | Eleitorado/Participação        | 1 939 | 65,34 / 100,00  | 1,81 |

#### Bidoeira de Cima
| Partido                 | Partido                        | Votos | %               | +/-  |
| ----------------------- | ------------------------------ | ----- | --------------- | ---- |
|                         | Partido Social Democrata       | 541   | 43,25 / 100,00  | 8,14 |
|                         | Partido Socialista             | 479   | 38,29 / 100,00  | 7,53 |
|                         | CDS – Partido Popular          | 39    | 3,12 / 100,00   | 7,67 |
|                         | Bloco de Esquerda              | 16    | 1,28 / 100,00   | 0,09 |
|                         | Coligação Democrática Unitária | 10    | 0,80 / 100,00   | 0,04 |
| Votos Inválidos         | Votos Inválidos                | 166   | 13,27 / 100,00  | 7,12 |
| Total                   | Total                          | 1 251 | 100,00 / 100,00 |      |
| Eleitorado/Participação | Eleitorado/Participação        | 2 153 | 58,10 / 100,00  | 3,34 |

#### Caranguejeira
| Partido                 | Partido                        | Votos | %               | +/-   |
| ----------------------- | ------------------------------ | ----- | --------------- | ----- |
|                         | Partido Socialista             | 1 014 | 39,73 / 100,00  | 1,77  |
|                         | Partido Social Democrata       | 997   | 39,07 / 100,00  | 1,23  |
|                         | CDS – Partido Popular          | 78    | 3,06 / 100,00   | 10,14 |
|                         | Bloco de Esquerda              | 60    | 2,35 / 100,00   | 0,14  |
|                         | Coligação Democrática Unitária | 36    | 1,41 / 100,00   | 0,62  |
| Votos Inválidos         | Votos Inválidos                | 367   | 14,38 / 100,00  | 9,93  |
| Total                   | Total                          | 2 552 | 100,00 / 100,00 |       |
| Eleitorado/Participação | Eleitorado/Participação        | 4 610 | 55,36 / 100,00  | 11,22 |

#### Coimbrão
| Partido                 | Partido                        | Votos | %               | +/-   |
| ----------------------- | ------------------------------ | ----- | --------------- | ----- |
|                         | Partido Socialista             | 361   | 43,03 / 100,00  | 9,68  |
|                         | Partido Social Democrata       | 224   | 26,70 / 100,00  | 10,05 |
|                         | Coligação Democrática Unitária | 41    | 4,89 / 100,00   | 3,99  |
|                         | CDS – Partido Popular          | 39    | 4,65 / 100,00   | 0,83  |
|                         | Bloco de Esquerda              | 23    | 2,74 / 100,00   | 0,73  |
| Votos Inválidos         | Votos Inválidos                | 151   | 18,00 / 100,00  | 14,19 |
| Total                   | Total                          | 839   | 100,00 / 100,00 |       |
| Eleitorado/Participação | Eleitorado/Participação        | 1 809 | 46,38 / 100,00  | 7,81  |

#### Colmeias e Memória
| Partido                 | Partido                        | Votos | %               | +/-  |
| ----------------------- | ------------------------------ | ----- | --------------- | ---- |
|                         | Partido Socialista             | 945   | 43,75 / 100,00  | 2,98 |
|                         | Partido Social Democrata       | 807   | 37,36 / 100,00  | 8,28 |
|                         | CDS – Partido Popular          | 90    | 4,17 / 100,00   | 3,21 |
|                         | Coligação Democrática Unitária | 59    | 2,73 / 100,00   | 2,14 |
|                         | Bloco de Esquerda              | 37    | 1,71 / 100,00   | 0,37 |
| Votos Inválidos         | Votos Inválidos                | 222   | 10,28 / 100,00  | 6,74 |
| Total                   | Total                          | 2 160 | 100,00 / 100,00 |      |
| Eleitorado/Participação | Eleitorado/Participação        | 4 545 | 47,52 / 100,00  | 5,80 |

#### Leiria, Pousos, Barreira e Cortes
| Partido                 | Partido                        | Votos  | %               | +/-   |
| ----------------------- | ------------------------------ | ------ | --------------- | ----- |
|                         | Partido Socialista             | 5 479  | 42,60 / 100,00  | 0,34  |
|                         | Partido Social Democrata       | 3 121  | 24,27 / 100,00  | 11,01 |
|                         | Bloco de Esquerda              | 886    | 6,89 / 100,00   | 0,45  |
|                         | Coligação Democrática Unitária | 795    | 6,18 / 100,00   | 2,63  |
|                         | CDS – Partido Popular          | 605    | 4,70 / 100,00   | 2,69  |
| Votos Inválidos         | Votos Inválidos                | 1 976  | 15,36 / 100,00  | 11,16 |
| Total                   | Total                          | 12 862 | 100,00 / 100,00 |       |
| Eleitorado/Participação | Eleitorado/Participação        | 27 431 | 46,89 / 100,00  | 11,41 |

#### Maceira
| Partido                 | Partido                        | Votos | %               | +/-  |
| ----------------------- | ------------------------------ | ----- | --------------- | ---- |
|                         | Partido Socialista             | 2 110 | 46,56 / 100,00  | 5,38 |
|                         | Partido Social Democrata       | 1 206 | 26,61 / 100,00  | 1,77 |
|                         | Coligação Democrática Unitária | 247   | 5,45 / 100,00   | 2,51 |
|                         | CDS – Partido Popular          | 225   | 4,96 / 100,00   | 2,17 |
|                         | Bloco de Esquerda              | 190   | 4,19 / 100,00   | 1,06 |
| Votos Inválidos         | Votos Inválidos                | 554   | 12,22 / 100,00  | 7,85 |
| Total                   | Total                          | 4 532 | 100,00 / 100,00 |      |
| Eleitorado/Participação | Eleitorado/Participação        | 8 756 | 51,76 / 100,00  | 9,93 |

#### Marrazes e Barosa
| Partido                 | Partido                        | Votos  | %               | +/-   |
| ----------------------- | ------------------------------ | ------ | --------------- | ----- |
|                         | Partido Socialista             | 3 206  | 40,13 / 100,00  | 1,56  |
|                         | Partido Social Democrata       | 1 755  | 21,97 / 100,00  | 11,30 |
|                         | Coligação Democrática Unitária | 708    | 8,86 / 100,00   | 4,03  |
|                         | Bloco de Esquerda              | 530    | 6,63 / 100,00   | 0,39  |
|                         | CDS – Partido Popular          | 415    | 5,19 / 100,00   | 3,48  |
| Votos Inválidos         | Votos Inválidos                | 1 375  | 17,21 / 100,00  | 12,67 |
| Total                   | Total                          | 7 989  | 100,00 / 100,00 |       |
| Eleitorado/Participação | Eleitorado/Participação        | 20 172 | 39,60 / 100,00  | 12,40 |

#### Milagres
| Partido                 | Partido                        | Votos | %               | +/-   |
| ----------------------- | ------------------------------ | ----- | --------------- | ----- |
|                         | Partido Social Democrata       | 643   | 45,99 / 100,00  | 6,52  |
|                         | Partido Socialista             | 319   | 22,82 / 100,00  | 6,91  |
|                         | Bloco de Esquerda              | 135   | 9,66 / 100,00   | 7,15  |
|                         | CDS – Partido Popular          | 44    | 3,15 / 100,00   | 5,15  |
|                         | Coligação Democrática Unitária | 34    | 2,43 / 100,00   | 0,95  |
| Votos Inválidos         | Votos Inválidos                | 223   | 15,95 / 100,00  | 10,49 |
| Total                   | Total                          | 1 398 | 100,00 / 100,00 |       |
| Eleitorado/Participação | Eleitorado/Participação        | 2 969 | 47,09 / 100,00  | 4,56  |

#### Monte Real e Carvide
| Partido                 | Partido                        | Votos | %               | +/-   |
| ----------------------- | ------------------------------ | ----- | --------------- | ----- |
|                         | Partido Socialista             | 1 142 | 42,33 / 100,00  | 5,64  |
|                         | Partido Social Democrata       | 699   | 25,91 / 100,00  | 5,70  |
|                         | Coligação Democrática Unitária | 140   | 5,19 / 100,00   | 3,09  |
|                         | CDS – Partido Popular          | 139   | 5,15 / 100,00   | 3,43  |
|                         | Bloco de Esquerda              | 129   | 4,78 / 100,00   | 0,37  |
| Votos Inválidos         | Votos Inválidos                | 449   | 16,64 / 100,00  | 12,03 |
| Total                   | Total                          | 2 698 | 100,00 / 100,00 |       |
| Eleitorado/Participação | Eleitorado/Participação        | 5 249 | 51,40 / 100,00  | 7,81  |

#### Monte Redondo e Carreira
| Partido                 | Partido                        | Votos | %               | +/-  |
| ----------------------- | ------------------------------ | ----- | --------------- | ---- |
|                         | Partido Socialista             | 1 163 | 40,14 / 100,00  | 0,58 |
|                         | Partido Social Democrata       | 874   | 30,17 / 100,00  | 7,40 |
|                         | CDS – Partido Popular          | 206   | 7,11 / 100,00   | 3,89 |
|                         | Coligação Democrática Unitária | 156   | 5,38 / 100,00   | 1,24 |
|                         | Bloco de Esquerda              | 73    | 2,52 / 100,00   | 0,07 |
| Votos Inválidos         | Votos Inválidos                | 425   | 14,67 / 100,00  | 9,52 |
| Total                   | Total                          | 2 897 | 100,00 / 100,00 |      |
| Eleitorado/Participação | Eleitorado/Participação        | 5 196 | 55,75 / 100,00  | 3,75 |

#### Parceiros e Azoia
| Partido                 | Partido                        | Votos | %               | +/-   |
| ----------------------- | ------------------------------ | ----- | --------------- | ----- |
|                         | Partido Socialista             | 1 344 | 41,53 / 100,00  | 8,53  |
|                         | Partido Social Democrata       | 1 013 | 31,30 / 100,00  | 0,25  |
|                         | CDS – Partido Popular          | 166   | 5,13 / 100,00   | 2,47  |
|                         | Bloco de Esquerda              | 160   | 4,94 / 100,00   | 0,02  |
|                         | Coligação Democrática Unitária | 142   | 4,39 / 100,00   | 2,21  |
| Votos Inválidos         | Votos Inválidos                | 411   | 12,70 / 100,00  | 8,50  |
| Total                   | Total                          | 3 236 | 100,00 / 100,00 |       |
| Eleitorado/Participação | Eleitorado/Participação        | 5 966 | 54,24 / 100,00  | 12,18 |

#### Regueira de Pontes
| Partido                 | Partido                        | Votos | %               | +/-   |
| ----------------------- | ------------------------------ | ----- | --------------- | ----- |
|                         | Partido Socialista             | 629   | 53,21 / 100,00  | 18,37 |
|                         | Partido Social Democrata       | 260   | 22,00 / 100,00  | 21,87 |
|                         | CDS – Partido Popular          | 64    | 5,41 / 100,00   | 4,67  |
|                         | Bloco de Esquerda              | 39    | 3,30 / 100,00   | 0,06  |
|                         | Coligação Democrática Unitária | 36    | 3,05 / 100,00   | 1,09  |
| Votos Inválidos         | Votos Inválidos                | 154   | 13,03 / 100,00  | 7,01  |
| Total                   | Total                          | 1 182 | 100,00 / 100,00 |       |
| Eleitorado/Participação | Eleitorado/Participação        | 1 952 | 60,55 / 100,00  | 5,24  |

#### Santa Catarina da Serra e Chainça
| Partido                 | Partido                        | Votos | %               | +/-   |
| ----------------------- | ------------------------------ | ----- | --------------- | ----- |
|                         | Partido Social Democrata       | 1 392 | 49,45 / 100,00  | 7,72  |
|                         | Partido Socialista             | 793   | 28,17 / 100,00  | 13,00 |
|                         | CDS – Partido Popular          | 157   | 5,58 / 100,00   | 5,03  |
|                         | Bloco de Esquerda              | 62    | 2,20 / 100,00   | 0,34  |
|                         | Coligação Democrática Unitária | 41    | 1,46 / 100,00   | 0,70  |
| Votos Inválidos         | Votos Inválidos                | 370   | 13,15 / 100,00  | 9,27  |
| Total                   | Total                          | 2 815 | 100,00 / 100,00 |       |
| Eleitorado/Participação | Eleitorado/Participação        | 4 458 | 63,14 / 100,00  | 7,94  |

#### Santa Eufémia e Boa Vista
| Partido                 | Partido                        | Votos | %               | +/-   |
| ----------------------- | ------------------------------ | ----- | --------------- | ----- |
|                         | Partido Socialista             | 879   | 39,29 / 100,00  | 4,00  |
|                         | Partido Social Democrata       | 782   | 34,96 / 100,00  | 14,10 |
|                         | CDS – Partido Popular          | 142   | 6,35 / 100,00   | 1,87  |
|                         | Bloco de Esquerda              | 83    | 3,71 / 100,00   | 1,27  |
|                         | Coligação Democrática Unitária | 46    | 2,06 / 100,00   | 1,20  |
| Votos Inválidos         | Votos Inválidos                | 305   | 13,63 / 100,00  | 9,50  |
| Total                   | Total                          | 2 237 | 100,00 / 100,00 |       |
| Eleitorado/Participação | Eleitorado/Participação        | 3 987 | 56,11 / 100,00  | 9,56  |

#### Souto da Carpalhosa e Ortigosa
| Partido                 | Partido                        | Votos | %               | +/-   |
| ----------------------- | ------------------------------ | ----- | --------------- | ----- |
|                         | Partido Social Democrata       | 1 333 | 44,12 / 100,00  | 7,74  |
|                         | Partido Socialista             | 771   | 25,52 / 100,00  | 2,72  |
|                         | CDS – Partido Popular          | 257   | 8,51 / 100,00   | 3,08  |
|                         | Bloco de Esquerda              | 83    | 2,75 / 100,00   | 0,02  |
|                         | Coligação Democrática Unitária | 80    | 2,65 / 100,00   | 1,59  |
| Votos Inválidos         | Votos Inválidos                | 497   | 16,45 / 100,00  | 11,97 |
| Total                   | Total                          | 3 021 | 100,00 / 100,00 |       |
| Eleitorado/Participação | Eleitorado/Participação        | 5 473 | 55,20 / 100,00  | 7,20  |

### Juntas de Freguesia

#### Amor
| Partido                 | Partido                        | Votos | %               | +/-  | Mandatos | +/-     |
| ----------------------- | ------------------------------ | ----- | --------------- | ---- | -------- | ------- |
|                         | Partido Social Democrata       | 811   | 38,13 / 100,00  | 9,84 | 4 / 9    | 1       |
|                         | Partido Socialista             | 751   | 35,31 / 100,00  | 9,85 | 4 / 9    | Estável |
|                         | CDS – Partido Popular          | 220   | 10,34 / 100,00  | 8,77 | 1 / 9    | 1       |
|                         | Coligação Democrática Unitária | 156   | 7,33 / 100,00   | 3,83 | 0 / 9    | Estável |
| Votos Inválidos         | Votos Inválidos                | 189   | 8,88 / 100,00   | 4,94 |          |         |
| Total                   | Total                          | 2 127 | 100,00 / 100,00 |      | 9 / 9    |         |
| Eleitorado/Participação | Eleitorado/Participação        | 4 187 | 50,80 / 100,00  | 8,07 |          |         |

#### Arrabal
| Partido                 | Partido                        | Votos | %               | +/-   | Mandatos | +/-     |
| ----------------------- | ------------------------------ | ----- | --------------- | ----- | -------- | ------- |
|                         | Partido Socialista             | 593   | 41,32 / 100,00  | 22,18 | 4 / 9    | 2       |
|                         | Partido Social Democrata       | 364   | 25,37 / 100,00  | 20,10 | 3 / 9    | 1       |
|                         | CDS – Partido Popular          | 208   | 14,49 / 100,00  | 7,01  | 1 / 9    | 1       |
|                         | Coligação Democrática Unitária | 147   | 10,24 / 100,00  | 0,07  | 1 / 9    | Estável |
| Votos Inválidos         | Votos Inválidos                | 123   | 8,57 / 100,00   | 4,98  |          |         |
| Total                   | Total                          | 1 435 | 100,00 / 100,00 |       | 9 / 9    |         |
| Eleitorado/Participação | Eleitorado/Participação        | 2 526 | 56,81 / 100,00  | 8,95  |          |         |

#### Bajouca
| Partido                 | Partido                  | Votos | %               | +/-   | Mandatos | +/- |
| ----------------------- | ------------------------ | ----- | --------------- | ----- | -------- | --- |
|                         | Partido Social Democrata | 612   | 48,30 / 100,00  | 22,35 | 5 / 9    | 2   |
|                         | Partido Socialista       | 289   | 22,81 / 100,00  | 11,31 | 2 / 9    | 1   |
|                         | CDS – Partido Popular    | 264   | 20,84 / 100,00  | 8,07  | 2 / 9    | 1   |
| Votos Inválidos         | Votos Inválidos          | 102   | 8,05 / 100,00   | 2,97  |          |     |
| Total                   | Total                    | 1 267 | 100,00 / 100,00 |       | 9 / 9    |     |
| Eleitorado/Participação | Eleitorado/Participação  | 1 939 | 65,34 / 100,00  | 1,81  |          |     |

#### Bidoeira de Cima
| Partido                 | Partido                  | Votos | %               | +/-   | Mandatos | +/-     |
| ----------------------- | ------------------------ | ----- | --------------- | ----- | -------- | ------- |
|                         | Partido Socialista       | 681   | 54,44 / 100,00  | 1,25  | 5 / 9    | Estável |
|                         | Partido Social Democrata | 486   | 38,85 / 100,00  | 10,13 | 4 / 9    | 1       |
| Votos Inválidos         | Votos Inválidos          | 84    | 6,72 / 100,00   | 2,24  |          |         |
| Total                   | Total                    | 1 251 | 100,00 / 100,00 |       | 9 / 9    |         |
| Eleitorado/Participação | Eleitorado/Participação  | 2 153 | 58,10 / 100,00  | 3,34  |          |         |

#### Caranguejeira
| Partido                 | Partido                        | Votos | %               | +/-   | Mandatos | +/-     |
| ----------------------- | ------------------------------ | ----- | --------------- | ----- | -------- | ------- |
|                         | Partido Socialista             | 1 292 | 50,63 / 100,00  | 0,95  | 5 / 9    | Estável |
|                         | Partido Social Democrata       | 884   | 34,64 / 100,00  | 7,32  | 4 / 9    | 2       |
|                         | Coligação Democrática Unitária | 51    | 2,00 / 100,00   | 1,02  | 0 / 9    | Estável |
| Votos Inválidos         | Votos Inválidos                | 325   | 12,74 / 100,00  | 9,84  |          |         |
| Total                   | Total                          | 2 552 | 100,00 / 100,00 |       | 9 / 9    |         |
| Eleitorado/Participação | Eleitorado/Participação        | 4 610 | 55,36 / 100,00  | 11,22 |          |         |

#### Coimbrão
| Partido                 | Partido                        | Votos | %               | +/-   | Mandatos | +/-     |
| ----------------------- | ------------------------------ | ----- | --------------- | ----- | -------- | ------- |
|                         | Partido Socialista             | 401   | 47,79 / 100,00  | 13,05 | 6 / 9    | Estável |
|                         | Partido Social Democrata       | 239   | 28,49 / 100,00  | 5,65  | 3 / 9    | Estável |
|                         | CDS – Partido Popular          | 58    | 6,91 / 100,00   | 4,80  | 0 / 9    | Estável |
|                         | Coligação Democrática Unitária | 36    | 4,29 / 100,00   | 3,49  | 0 / 9    | Estável |
| Votos Inválidos         | Votos Inválidos                | 105   | 12,52 / 100,00  | 10,41 |          |         |
| Total                   | Total                          | 839   | 100,00 / 100,00 |       | 9 / 9    |         |
| Eleitorado/Participação | Eleitorado/Participação        | 1 809 | 46,38 / 100,00  | 7,81  |          |         |

#### Colmeias e Memória
| Partido                 | Partido                                      | Votos | %               | Mandatos |
| ----------------------- | -------------------------------------------- | ----- | --------------- | -------- |
|                         | Partido Socialista                           | 1 009 | 46,71 / 100,00  | 5 / 9    |
|                         | Partido Social Democrata                     | 646   | 29,91 / 100,00  | 3 / 9    |
|                         | Movimento Cidadãos Independentes Mais Melhor | 231   | 10,69 / 100,00  | 1 / 9    |
|                         | CDS – Partido Popular                        | 93    | 4,31 / 100,00   | 0 / 9    |
|                         | Coligação Democrática Unitária               | 32    | 1,48 / 100,00   | 0 / 9    |
| Votos Inválidos         | Votos Inválidos                              | 149   | 6,90 / 100,00   |          |
| Total                   | Total                                        | 2 160 | 100,00 / 100,00 | 9 / 9    |
| Eleitorado/Participação | Eleitorado/Participação                      | 4 545 | 47,52 / 100,00  |          |

#### Leiria, Pousos, Barreira e Cortes
| Partido                 | Partido                        | Votos  | %               | Mandatos |
| ----------------------- | ------------------------------ | ------ | --------------- | -------- |
|                         | Partido Socialista             | 5 903  | 45,91 / 100,00  | 11 / 19  |
|                         | Partido Social Democrata       | 3 330  | 25,90 / 100,00  | 6 / 19   |
|                         | Coligação Democrática Unitária | 662    | 5,15 / 100,00   | 1 / 19   |
|                         | Bloco de Esquerda              | 612    | 4,76 / 100,00   | 1 / 19   |
|                         | CDS – Partido Popular          | 512    | 3,98 / 100,00   | 0 / 19   |
| Votos Inválidos         | Votos Inválidos                | 1 838  | 14,30 / 100,00  |          |
| Total                   | Total                          | 12 857 | 100,00 / 100,00 | 19 / 19  |
| Eleitorado/Participação | Eleitorado/Participação        | 27 431 | 46,87 / 100,00  |          |

#### Maceira
| Partido                 | Partido                        | Votos | %               | +/-  | Mandatos | +/-     |
| ----------------------- | ------------------------------ | ----- | --------------- | ---- | -------- | ------- |
|                         | Partido Socialista             | 2 455 | 54,17 / 100,00  | 7,42 | 9 / 13   | 2       |
|                         | Partido Social Democrata       | 1 119 | 24,69 / 100,00  | 8,37 | 4 / 13   | 1       |
|                         | Coligação Democrática Unitária | 204   | 4,50 / 100,00   | 2,37 | 0 / 13   | Estável |
|                         | CDS – Partido Popular          | 202   | 4,46 / 100,00   | 0,92 | 0 / 13   | Estável |
|                         | Bloco de Esquerda              | 122   | 2,69 / 100,00   | 0,47 | 0 / 13   | Estável |
| Votos Inválidos         | Votos Inválidos                | 430   | 9,49 / 100,00   | 6,37 |          |         |
| Total                   | Total                          | 4 532 | 100,00 / 100,00 |      | 13 / 13  |         |
| Eleitorado/Participação | Eleitorado/Participação        | 8 756 | 51,76 / 100,00  | 9,94 |          |         |

#### Marrazes e Barosa
| Partido                 | Partido                        | Votos  | %               | Mandatos |
| ----------------------- | ------------------------------ | ------ | --------------- | -------- |
|                         | Partido Socialista             | 3 172  | 39,61 / 100,00  | 10 / 19  |
|                         | Partido Social Democrata       | 1 812  | 22,62 / 100,00  | 5 / 19   |
|                         | Coligação Democrática Unitária | 731    | 9,13 / 100,00   | 2 / 19   |
|                         | CDS – Partido Popular          | 523    | 6,53 / 100,00   | 1 / 19   |
|                         | Bloco de Esquerda              | 438    | 5,47 / 100,00   | 1 / 19   |
| Votos Inválidos         | Votos Inválidos                | 1 333  | 16,65 / 100,00  |          |
| Total                   | Total                          | 8 009  | 100,00 / 100,00 | 19 / 19  |
| Eleitorado/Participação | Eleitorado/Participação        | 20 172 | 39,70 / 100,00  |          |

#### Milagres
| Partido                 | Partido                        | Votos | %               | +/-  | Mandatos | +/-     |
| ----------------------- | ------------------------------ | ----- | --------------- | ---- | -------- | ------- |
|                         | Partido Social Democrata       | 819   | 58,58 / 100,00  | 3,49 | 6 / 9    | 1       |
|                         | Partido Socialista             | 394   | 28,18 / 100,00  | 2,75 | 3 / 9    | 1       |
|                         | Coligação Democrática Unitária | 43    | 3,08 / 100,00   | 1,53 | 0 / 9    | Estável |
| Votos Inválidos         | Votos Inválidos                | 142   | 10,16 / 100,00  | 6,62 |          |         |
| Total                   | Total                          | 1 398 | 100,00 / 100,00 |      | 9 / 9    |         |
| Eleitorado/Participação | Eleitorado/Participação        | 2 969 | 47,09 / 100,00  | 4,52 |          |         |

#### Monte Real e Carvide
| Partido                 | Partido                        | Votos | %               | Mandatos |
| ----------------------- | ------------------------------ | ----- | --------------- | -------- |
|                         | Partido Socialista             | 1 280 | 47,44 / 100,00  | 8 / 13   |
|                         | Partido Social Democrata       | 655   | 24,28 / 100,00  | 4 / 13   |
|                         | CDS – Partido Popular          | 217   | 8,04 / 100,00   | 1 / 13   |
|                         | Coligação Democrática Unitária | 140   | 5,19 / 100,00   | 0 / 13   |
| Votos Inválidos         | Votos Inválidos                | 406   | 15,04 / 100,00  |          |
| Total                   | Total                          | 2 698 | 100,00 / 100,00 | 13 / 13  |
| Eleitorado/Participação | Eleitorado/Participação        | 5 249 | 51,40 / 100,00  |          |

#### Monte Redondo e Carreira
| Partido                 | Partido                        | Votos | %               | Mandatos |
| ----------------------- | ------------------------------ | ----- | --------------- | -------- |
|                         | Partido Socialista             | 1 186 | 40,94 / 100,00  | 6 / 13   |
|                         | Partido Social Democrata       | 881   | 30,41 / 100,00  | 5 / 13   |
|                         | CDS – Partido Popular          | 233   | 8,04 / 100,00   | 1 / 13   |
|                         | Coligação Democrática Unitária | 200   | 6,90 / 100,00   | 1 / 13   |
| Votos Inválidos         | Votos Inválidos                | 397   | 13,71 / 100,00  |          |
| Total                   | Total                          | 2 897 | 100,00 / 100,00 | 13 / 13  |
| Eleitorado/Participação | Eleitorado/Participação        | 5 196 | 55,75 / 100,00  |          |

#### Parceiros e Azoia
| Partido                 | Partido                        | Votos | %               | Mandatos |
| ----------------------- | ------------------------------ | ----- | --------------- | -------- |
|                         | Partido Socialista             | 1 601 | 49,47 / 100,00  | 8 / 13   |
|                         | Partido Social Democrata       | 799   | 24,69 / 100,00  | 4 / 13   |
|                         | CDS – Partido Popular          | 190   | 5,87 / 100,00   | 1 / 13   |
|                         | Coligação Democrática Unitária | 130   | 4,02 / 100,00   | 0 / 13   |
|                         | Bloco de Esquerda              | 121   | 3,74 / 100,00   | 0 / 13   |
| Votos Inválidos         | Votos Inválidos                | 395   | 12,21 / 100,00  |          |
| Total                   | Total                          | 3 236 | 100,00 / 100,00 | 13 / 13  |
| Eleitorado/Participação | Eleitorado/Participação        | 5 966 | 54,24 / 100,00  |          |

#### Regueira de Pontes
| Partido                 | Partido                        | Votos | %               | +/-   | Mandatos | +/-     |
| ----------------------- | ------------------------------ | ----- | --------------- | ----- | -------- | ------- |
|                         | Partido Socialista             | 674   | 57,02 / 100,00  | 22,63 | 6 / 9    | 3       |
|                         | Partido Social Democrata       | 290   | 24,53 / 100,00  | 21,07 | 3 / 9    | 2       |
|                         | CDS – Partido Popular          | 54    | 4,57 / 100,00   | 7,85  | 0 / 9    | 1       |
|                         | Coligação Democrática Unitária | 38    | 3,21 / 100,00   | 1,10  | 0 / 9    | Estável |
| Votos Inválidos         | Votos Inválidos                | 126   | 10,66 / 100,00  | 5,17  |          |         |
| Total                   | Total                          | 1 182 | 100,00 / 100,00 |       | 9 / 9    |         |
| Eleitorado/Participação | Eleitorado/Participação        | 1 952 | 60,55 / 100,00  | 5,24  |          |         |

#### Santa Catarina da Serra e Chainça
| Partido                 | Partido                  | Votos | %               | Mandatos |
| ----------------------- | ------------------------ | ----- | --------------- | -------- |
|                         | Partido Social Democrata | 1 398 | 49,68 / 100,00  | 6 / 9    |
|                         | Partido Socialista       | 927   | 32,94 / 100,00  | 3 / 9    |
|                         | CDS – Partido Popular    | 174   | 6,18 / 100,00   | 0 / 9    |
| Votos Inválidos         | Votos Inválidos          | 315   | 11,19 / 100,00  |          |
| Total                   | Total                    | 2 814 | 100,00 / 100,00 | 9 / 9    |
| Eleitorado/Participação | Eleitorado/Participação  | 4 458 | 63,12 / 100,00  |          |

#### Santa Eufémia e Boa Vista
| Partido                 | Partido                                   | Votos | %               | Mandatos |
| ----------------------- | ----------------------------------------- | ----- | --------------- | -------- |
|                         | Partido Socialista                        | 980   | 43,81 / 100,00  | 5 / 9    |
|                         | Partido Social Democrata                  | 648   | 28,97 / 100,00  | 3 / 9    |
|                         | Independentes de Santa Eufémia e Boavista | 257   | 11,49 / 100,00  | 1 / 9    |
|                         | CDS – Partido Popular                     | 130   | 5,81 / 100,00   | 0 / 9    |
| Votos Inválidos         | Votos Inválidos                           | 222   | 9,92 / 100,00   |          |
| Total                   | Total                                     | 2 237 | 100,00 / 100,00 | 9 / 9    |
| Eleitorado/Participação | Eleitorado/Participação                   | 3 987 | 56,11 / 100,00  |          |

#### Souto da Carpalhosa e Ortigosa
| Partido                 | Partido                        | Votos | %               | Mandatos |
| ----------------------- | ------------------------------ | ----- | --------------- | -------- |
|                         | Partido Social Democrata       | 1 738 | 57,53 / 100,00  | 9 / 13   |
|                         | Partido Socialista             | 545   | 18,04 / 100,00  | 3 / 13   |
|                         | CDS – Partido Popular          | 313   | 10,36 / 100,00  | 1 / 13   |
|                         | Coligação Democrática Unitária | 65    | 2,15 / 100,00   | 0 / 13   |
| Votos Inválidos         | Votos Inválidos                | 360   | 11,92 / 100,00  |          |
| Total                   | Total                          | 3 021 | 100,00 / 100,00 | 13 / 13  |
| Eleitorado/Participação | Eleitorado/Participação        | 5 473 | 55,20 / 100,00  |          |

#### Juntas antes e depois das Eleições
| Freguesia                         | 2009-2013   | 2009-2013                | 2009-2013      | 2013-2017 | 2013-2017                | 2013-2017      |
| --------------------------------- | ----------- | ------------------------ | -------------- | --------- | ------------------------ | -------------- |
| Amor                              |             | Partido Socialista       | 45,16 / 100,00 |           | Partido Social Democrata | 38,13 / 100,00 |
| Arrabal                           |             | Partido Social Democrata | 45,47 / 100,00 |           | Partido Socialista       | 41,32 / 100,00 |
| Bajouca                           |             | Partido Social Democrata | 70,65 / 100,00 |           | Partido Social Democrata | 48,30 / 100,00 |
| Bidoeira de Cima                  |             | Partido Socialista       | 53,19 / 100,00 |           | Partido Socialista       | 54,44 / 100,00 |
| Caranguejeira                     |             | Partido Socialista       | 49,68 / 100,00 |           | Partido Socialista       | 50,63 / 100,00 |
| Coimbrão                          |             | Partido Socialista       | 60,84 / 100,00 |           | Partido Socialista       | 47,79 / 100,00 |
| Colmeias e Memória                | Não Existia | Não Existia              | Não Existia    |           | Partido Socialista       | 46,71 / 100,00 |
| Leiria, Pousos, Barreira e Cortes | Não Existia | Não Existia              | Não Existia    |           | Partido Socialista       | 45,91 / 100,00 |
| Maceira                           |             | Partido Socialista       | 46,75 / 100,00 |           | Partido Socialista       | 54,17 / 100,00 |
| Marrazes e Barosa                 | Não Existia | Não Existia              | Não Existia    |           | Partido Socialista       | 39,61 / 100,00 |
| Milagres                          |             | Partido Social Democrata | 62,07 / 100,00 |           | Partido Social Democrata | 58,58 / 100,00 |
| Monte Real e Carvide              | Não Existia | Não Existia              | Não Existia    |           | Partido Socialista       | 47,44 / 100,00 |
| Monte Redondo e Carreira          | Não Existia | Não Existia              | Não Existia    |           | Partido Socialista       | 40,94 / 100,00 |
| Parceiros e Azoia                 | Não Existia | Não Existia              | Não Existia    |           | Partido Socialista       | 49,47 / 100,00 |
| Regueira de Pontes                |             | Partido Social Democrata | 45,60 / 100,00 |           | Partido Socialista       | 57,02 / 100,00 |
| Santa Catarina da Serra e Chainça | Não Existia | Não Existia              | Não Existia    |           | Partido Social Democrata | 49,68 / 100,00 |
| Santa Eufémia e Boa Vista         | Não Existia | Não Existia              | Não Existia    |           | Partido Socialista       | 43,81 / 100,00 |
| Souto da Carpalhosa e Ortigosa    | Não Existia | Não Existia              | Não Existia    |           | Partido Social Democrata | 57,53 / 100,00 |